# Ole Otto Paus
Ole Otto Paus, född 26 oktober 1910 i Wien, död 6 april 2003 i Oslo, var en norsk general. Han tillhörde släkten Paus och var son till konsul Thorleif Paus. Far till vissångaren Ole Paus och farfar till komponisten Marcus Paus. Svåger till motståndsmannen Kai Holst.
Hans far var syskonbarn till greven Christopher de Paus och även släkt med Henrik Ibsen.
Paus var militärattaché i Stockholm från 1953 och distriktskommendör i Trøndelag från 1964 till 1971. Från 1971 till 1974 var han land deputy vid Natos nordkommando (Allied Forces Northern Europe).
Han blev kommendör av St. Olavs Orden 1973 för sitt arbete med restaurationen av Erkebispegården i Trondheim.